# San Pedro Masahuat
San Pedro Masahuat est une municipalité du département de La Paz au Salvador.

## Liens externes

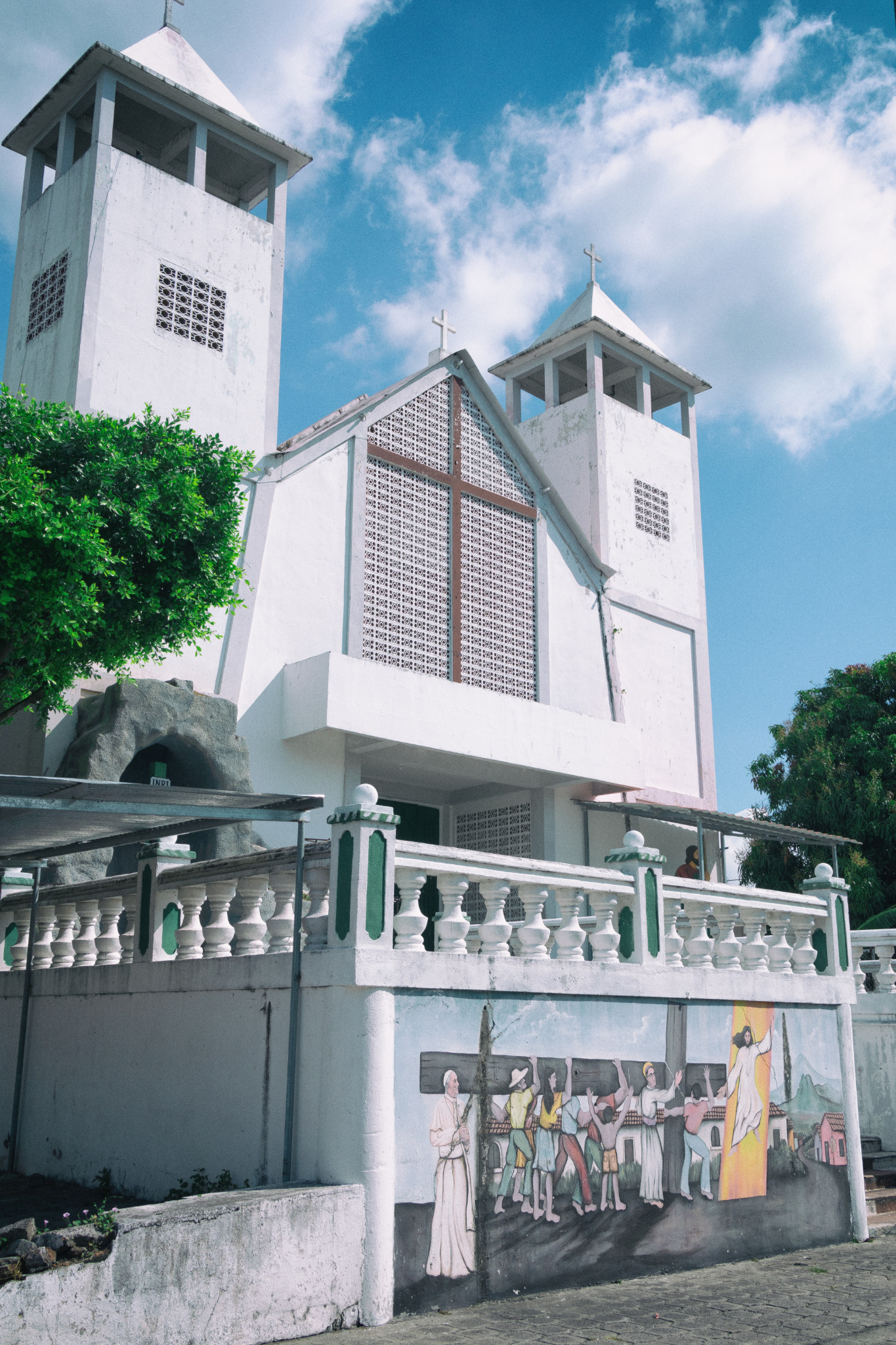
Église San Pedro Apóstol située dans le centre de San Pedro Masahuat